# Syzygium dispansum
Syzygium dispansum är en myrtenväxtart som först beskrevs av Henry Nicholas Ridley, och fick sitt nu gällande namn av Lyndley Alan Craven och Edward Sturt Biffin. Syzygium dispansum ingår i släktet Syzygium och familjen myrtenväxter. Inga underarter finns listade i Catalogue of Life.